# Pagtenga
Pagtenga (Pagtenga Island) o Cay del Norte, es una isla situada en Filipinas, adyacente a la de Busuanga, isla que forma parte del grupo de Calamianes.
Administrativamente forma parte  del barrio de  Concepción  del municipio filipino de tercera categoría de Busuanga perteneciente a la provincia  de Paragua en Mimaro,  Región IV-B.

## Geografía
Isla Busuanga es  la más grande del Grupo Calamian situado a medio camino entre las islas de Mindoro (San José) y de Paragua (Puerto Princesa), con el Mar de la China Meridional a poniente y el mar de Joló a levante. Al sur de la isla están las otras dos islas principales del Grupo Calamian: Culión y  Corón.
Pagtenga se encuentra en el  Mar de la China Meridional, a poniente de Isla Busuanga. Esta isla  tiene aproximadamente 320 metros de largo, en dirección este-oeste, y unos 145 metros en su línea de mayor anchura.
Las islas más cercanas son las siguientes: La más próxima es la de Pagbinit o Cay del Sur, 750 metros al sur; 2.250 metros a levante  Dasilingán (Dicilingán Maliit); 1.700 metros al norte Pamalicán; y 9.100 metros a poniente Nalaut Occidental.
Forman parte del barrio de Concepción, cuya sede se encuentra en isla de Busuangán, las siguientes islas e islotes: Pagtenga o Cay del Norte, Pagbinit o Cay del Sur, Maltatayoc, Dicilingán, Dasilingán (Dicilingán Maliit) , Horse, Malcatop, Malcatop Oriental, Dicoayán y Calumboyán.